# Parbasdorf
Parbasdorf är en ort och kommun  i Österrike. Den ligger i distriktet Gänserndorf i förbundslandet Niederösterreich,  19 km öster om huvudstaden Wien. 